# Caçadors de bolets
Caçadors de bolets era un programa de Televisió de Catalunya que es va emetre entre 2004 i 2014 a TV3. El presentador del programa, Òscar Dalmau, mai apareixia físicament sinó que conduïa el programa fent de veu en off. El programa s'emetia un cop per setmana durant la temporada de recol·lecció de bolets i durant les setmanes posteriors (començaments d'octubre - desembre). Caçadors de bolets encarava amb humor diferents sortides als bosc de cuiners i personatges importants a la recerca de bolets, i aprofitava per ensenyar els diferents tipus de bolets i explicar la possible toxicitat de cadascun d'ells.
El programa es va emetre cada dijous en horari de màxima audiència (21:50h) fins a la desena temporada, que va passar a emetre's fora fora de l'horari de màxima audiència i al cap de setmana.
En la desena temporada van incorporar uns gags amb bolets animats, amb les veus dels actors Joel Joan (xampinyó de supermercat), Toni Albà (rovelló), Agnès Busquets (trompeta de la mort), Lloll Bertran (llenega), Carles Xuriguera (rossinyol) i Rosa Boladeras (fredolics).

## Audiències
| Temporada | Quota | Espectadors |
| --------- | ----- | ----------- |
| 2004      |       |             |
| 2005      |       |             |
| 2006      |       |             |
| 2007      |       |             |
| 2008      |       |             |
| 2009      |       |             |
| 2010      |       |             |
| 2011      |       |             |
| 2012      |       |             |
| 2013      | 17,8% | 385.000     |
| 2014      |       |             |